# Bataille de Saragarhi

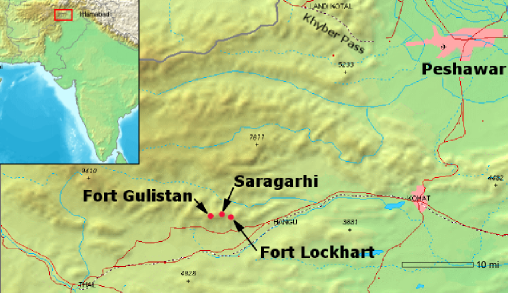
Carte du site de la bataille

La bataille de Saragarhi a été livrée le 12 septembre 1897 entre des soldats sikhs de l'armée indienne britannique et des membres de la tribu pachtoune des Orakzai. Elle s'est produite dans la province de la frontière du Nord-Ouest (en), désormais la province du Khyber Pakhtunkhwa au Pakistan.
21 soldats sikhs du régiment d'infanterie du 36th Sikhs (en) ont tenu une position face à environ 10 000 soldats afghans.
Certains historiens militaires considèrent qu'il s'agit de l'un des plus grands derniers combats de l'histoire, la comparant à la bataille des Thermopyles.

## Dans la culture populaire
La bataille est la trame principale du film indien Kesari (en), sorti en 2019.